# Incidente ferroviario di Saronno
L'incidente ferroviario di Saronno avvenne il 17 luglio 1924 in seguito allo svio di un treno viaggiatori delle Ferrovie Nord Milano all'altezza del cavalcavia dell'Autostrada dei Laghi in costruzione, nei pressi di Saronno.

## Dinamica dei fatti
Il treno viaggiatori omnibus n. 222, partito da Novara alle 12:15 del 17 luglio 1924 per Saronno (dove doveva giungere alle ore 13:23) dopo aver superato la stazione di Rescaldina, giunto in località Girola, ad un km e mezzo da Saronno deragliò. La locomotiva andò ad incassarsi in un terrapieno della costruenda autostrada, il bagagliaio e due carrozze di IIIa classe si accavallarono sfasciandosi mentre una carrozza di IIIa classe impennatasi penetrò poi nella mista di Ia e IIa classe. 
Accorsero gli operai dei vicini cantieri dell'Autostrada dei Laghi in costruzione e gente del luogo. Alcuni viaggiatori superstiti raggiunsero la stazione di Saronno ove diedero l'allarme. Venne predisposto un treno di soccorso con operai. Nel contempo il luogo venne raggiunto dal Regio Commissario di Saronno che assieme ad altri sopraggiunti con carrozze e autovetture dispose il trasporto dei feriti alle più vicine postazioni mediche. I feriti più gravi vennero ricoverati all'ospedale di Saronno.

## Il treno coinvolto
- Treno omnibus n. 222, delle Ferrovie Nord Milano composto dalla locomotiva a vapore FNM 203[1], bagagliaio, carrozza di 1 classe e 3 carrozze di 3 classe, in partenza da Novara alle ore 12:15 per Saronno e Milano Nord[2].

## L'inchiesta
Vennero eseguiti due sopralluoghi, uno da parte del direttore delle Ferrovie Nord, ingegnere Luzzatti coadiuvato da alcuni ingegneri e uno da parte del prefetto di Milano, conte Nasalli Rocca. Il macchinista, anch'esso ferito e ricoverato, dichiarò che il treno procedeva alla velocità di circa 50 km/h e che nulla aveva notato sui binari al passaggio con la locomotiva; il bagagliaio agganciato alla locomotiva aveva però sviato abbattendosi di fianco e trascinando anche le carrozze seguenti. 
Tuttavia si osservò che le condizioni dell'armamento erano cattive. L'inchiesta si prolungò nel tempo senza dichiarazioni ufficiali ulteriori.

## Le vittime
Il capotreno e due viaggiatori, una donna e un uomo, vennero estratti già morti. Una ragazza di appena 18 anni spirò la mattina successiva. I feriti, complessivamente 80, vennero in parte ricoverati e in parte dimessi dopo le medicazioni. Cinque versavano in gravi condizioni.